# エドワード・ウィリアム・バートン＝ライト
エドワード・ウィリアム・バートン＝ライト（英語: Edward William Barton-Wright, CE, M.J.S., 1860年11月8日 - 1951年4月26日）は、イギリスの技術者・実業家、理学療法士であり、武術家である。
ヨーロッパ最初となる柔術の実践者の一人であり、バーティツの考案者として知られる。

## 若年期
1860年11月8日、イギリス領インド帝国のマドラス（現在のチェンナイ）近郊のヴェペリーで生まれた。父は鉄道技師ウィリアム・バートン・ライト、母はオーストラリアの牧畜家・政治家ウィリアム・フォーロングの娘のジャネット（ジェシー）で、9人兄弟の3番目の子供だった。出生時の名前はエドワード・ウィリアム・ライトだった。
一家は1880年代にイギリスに戻り、バートン＝ライトはフランスとドイツで教育を受けた。大学卒業後、鉄道事務員として働いた後、土木技師・測量士となり、エジプト、ポルトガル、海峡植民地（現在のマレーシア、シンガポール）などにおいて鉄道や鉱山の会社で働いた。1892年4月より、法的にエドワード・ウィリアム・バートン＝ライトの名前を使用するようになった。

## バーティツ

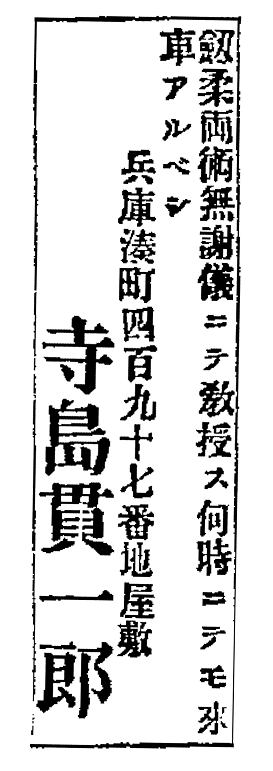
1884年頃より神戸市湊町で剣術柔術を指南していた寺島貫一郎

1950年のインタビューで「生涯にわたって護身術に興味を持っていた」と語っており、それ以前のインタビューでも、若い頃に世界各地で様々な格闘技を研究していたと述べている。
1895年にアンチモン製錬の技術者として神戸のE・H・ハンター商会に招聘されていた時、神伝不動流と講道館流の2つの流派を学んだ。
神伝不動流柔術は兵庫県神戸市で柔術剣術の道場を開いていた寺島貫一郎から学んだ。
1898年イギリスに帰国、これらの武術を組み合わせて、バーティツと呼ばれる独自の護身術のトレーニング方法を確立した。その後の2年間で、ボクシング、フランスのサバット、ピエール・ヴィニーが考案した棒術ラ・カンの要素も取り入れた。
1899年、"How to Pose as a Strong Man"（強い男の姿勢のとり方）という記事を書き、様々な技を発揮する際に作用する力学の原理や梃子の原理を詳しく説明している。また、"the New Art of Self Defence"（新しい自己防衛術）という2部構成のエッセイを執筆し、『ピアソンズ・マガジン』のイギリス版、アメリカ版に掲載された。バートン＝ライトの記事の抜粋は、イギリス、アメリカ、ニュージーランド、オーストラリアの多くの新聞に再掲載された。
1900年、ロンドン・ソーホー地区シャフツベリー・アベニュー67bに「バーティツ・スクール・オブ・アームズ・アンド・フィジカル・カルチャー」(Bartitsu School of Arms and Physical Culture)というアカデミーを設立した。このアカデミーでは、護身術やコンバットスポーツのほか、様々な理学療法を英語とフランス語で教えていた。クラブの会員には、兵士、スポーツ選手、俳優、政治家、貴族などがいた。その後数年間、バートン＝ライトは護身術の披露会を数多く開催するほか、ロンドンのミュージックホールでトーナメント大会を開催し、バーティツ・クラブのチャンピオンがヨーロッパの様々なスタイルの格闘家からの挑戦を受けた。
1901年には、杖や傘を使って戦うバーティツの技を詳しく説明した記事を追加で執筆した。
同時代に執筆されたコナン・ドイルのシャーロック・ホームズシリーズの小説『空き家の冒険』に登場する武術「バリツ」はバーティツのことであるとする説がある。
1902年、ノッティンガム、サンドリンガム軍事基地、オックスフォード、ケンブリッジ大学、ランカシャーなどでバーティツの模範演技や大会を開催する「グレート・アングロ＝ジャパニーズ・トーナメント」(Great Anglo-Japanese Tournament)ツアーを開催した。

## バーティツ衰退後
1903年までにバーティツ・クラブは閉鎖された。その後も個人的にバーティツの開発と指導を続けていたとされているが、1920年代には理学療法に興味を持つようになり、護身術の指導をほとんどしなくなった。ロンドン各地に治療院を開設し、キャリアの残りの期間は理学療法士として働き続けた。
彼の治療事業は痛風やリウマチの痛みを治療するために様々な電気器具を使用していたが、ロンドンの医学界から疑惑の目で見られた。元従業員でビジネス上のライバルとなったウィルソン・レー(Wilson Rae)がバートン＝ライトを相手取って訴訟を起こしたことや、ベンチャー企業への投資の失敗などもあり、20世紀の最初の30年間に何度か破産手続きをする羽目になった。
1930年から1950年の間の人生については、ほとんど知られていない。1938年以降、ロンドン郊外のサービトンのサービトン・ロード50番にある自宅で診療所を開いていた。
イギリスのホラー作家ロバート・エイクマンの1966年の自伝"Attempted Rescue"の中で、バートン＝ライトが「有名な理学療法士で柔道家」と紹介されていた。バートン＝ライトはエイクマンの大叔母の知人だった。
1950年、はロンドンの柔道クラブ「武道会」の創設者である小泉軍治のインタビューを受け　その年の武道会の会合で、バートン＝ライトがヨーロッパにおける日本武道の先駆者として紹介された。
1951年4月26日、サリーのキングストン・アポン・テムズにおいて90歳で死去した。生涯未婚で、死去時は貧困の状況下だった。サリーのキングストン墓地の名前の刻まれていない墓に埋葬された。

## 死後の再認識
歴史的意義が認識されたのは1990年代後半になってからで、主にイギリスの武術史家リチャード・ボーエン、グレアム・ノーブルや、その後に設立されたバーティツ・ソサエティのメンバーによる研究によるものである。
2004年、バーティツ・ソサエティのメンバーは、武道における先駆的な業績に敬意を表して、バートン＝ライトを顕彰するための資金調達プロジェクトを開始した。
2005年と2008年には"Bartitsu Compendium"（バーティツ大要）が刊行され、いずれもバートン＝ライトへの献辞が記載されていた。2011年から毎年「バーティツ・スクール・オブ・アームズ・アンド・フィジカル・カルチャー・カンファレンス」が開催されている。2011年には、バートン＝ライトの生涯を取り上げたドキュメンタリー映画"Bartitsu: The Lost Martial Art of Sherlock Holmes"（バーティツ: シャーロック・ホームズの失われた武術）が制作された。2012年6月、英国人名事典にバートン＝ライトが掲載された。